# Phoebastria
El género Phoebastria incluye cuatro especies de albatros del Pacífico, a veces incluidos dentro del género Diomedea.

## Especies
- Phoebastria irrorata
- Phoebastria albatrus
- Phoebastria nigripes
- Phoebastria immutabilis